# David Bàn
David Bàn, né le 2 mars 1976 à Briey, est un comédien auteur-compositeur-interprète français.

## Biographie
David Bàn est d'origine hongroise. Lorrain d'origine[Passage contradictoire], il est le frère de Laurent Bàn.
Après une formation théâtrale universitaire à Nancy, il entre au cours Florent, prend des cours de chant notamment avec Richard Cross et intègre les cours de danse de Redha.
À partir des années 2000, il participe à plusieurs comédies musicales : Les Demoiselles de Rochefort de Michel Legrand, Hair, Flashdance, Avenue Q, Grease pour laquelle il reçoit un Marius,,. En 2003, il interprète C'est toi qu'elle aime, la face B du single Chanson des jumelles du spectacle Les Demoiselles de Rochefort.
En 2009, il est l'un des interprètes de l'album du conte musical Aimé et la planète des signes.
Il incarne en 2012 Danton dans la comédie musicale 1789 : Les Amants de la Bastille de Dove Attia et Albert Cohen qui reçoit le globe de cristal de la meilleure comédie musicale,,,,.
En 2013, il sort un single L'Alpagueur qu'il a écrit et composé.
David Bàn est choisi en juin 2015 pour interpréter le rôle de Porthos dans la comédie musicale Les Trois Mousquetaires jouée au Palais des sports de Paris à l'automne 2016,,, puis en tournée française jusqu'au 24 juin 2017.
Il sort son album L'Alpagueur porté par le titre Encore plus fort et s'ensuivent de nombreux concerts à Paris et une tournée de plus de cent dates. En 2019, il fait partie des cent jurés de l'émission Together, tous avec moi.
En 2020, il interprète François Soubirous, l'un des rôles principaux de la comédie musicale Bernadette de Lourdes dont il porte le single N'être qu'un homme,.
En parallèle, il prête sa voix pour de nombreux doublages de films.
Il tourne au cinéma et à la télévision dans des séries tels que Munch, Scènes de ménages, Le Bureau des légendes, Capitaine Marleau et au cinéma dans Le Lion avec Dany Boon et Philippe Katerine, Épouse-moi mon pote de Tarek Boudali, Alors on danse de Michèle Laroque, Maison d'enfants à caractère social de Nessim Chikhaoui. Il intègre la distribution de Plus belle la vie en 2020.

## Comédie musicale
- 2003 : Les Demoiselles de Rochefort de Michel Legrand et Alain Boublil, mes Redha - Lille Grand Palais, Palais des congrès de Paris
- 2005 : Sol En Cirque de Zazie, Jean-Marie Leau et Vincent Baguian, mes Jean-Louis Grinda - Bataclan, Châpiteau de Saint-Cloud, tournée européenne
- 2008-2009 : Grease de Jim Jacobs, Warren Casey et Stéphane Laporte - Théâtre Comédia de Paris, Palais des congrès de Paris
- 2009 : Hair de James Rado, Gerome Ragni et Galt MacDermot, mes Ned Grujic - France, Suisse et Belgique
- 2009-2010 : La clique direction artistique Brett Haylock - Bobino
- 2010 : Il était une fois Joe Dassin de Christophe Barratier - Le Grand Rex, Olympia, tournée en France, Suisse, Belgique et Russie
- 2012 : Avenue Q de Robert Lopez, Jeff Marx et Jeff Whitty, adaptation française de Bruno Gaccio, mise en scène de Dominique Guillo - Bobino
- 2012-2014 : 1789 : Les Amants de la Bastille de Dove Attia, Albert Cohen et François Chouquet, mise en scène de Giuliano Peparini - Palais des sports de Paris, tournée
- 2014-2016 : Flashdance the musical de Tom Hedley, Robert Cary, Robbie Roth, adaptation et mise en scène de Philippe Hersen - Théâtre du Gymnase, tournée
- 2016-2017 : Les Trois Mousquetaires - Palais des sports de Paris, tournée
- 2019-2020 : Bernadette de Lourdes (François Soubirous) de Roberto Ciurleo, Éléonore de Galard, Jean-Charles Mathey - Espace Robert Hossein, Lourdes
- 2023 : Roméo et Juliette, les Enfants de Vérone de Gérard Presgurvic - tournée en Asie

## Théâtre
- 2010 : Je t'aime, tu es parfait... Change ! de Joe DiPietro et Jimmy Roberts, adaptation de Tadrina Hocking et Emmanuelle Rivière, mise en scène de Christophe Correia - Festival d'Avignon
- 2021 : Bonjour Ivresse !

## Filmographie

### Cinéma
- 2017 : Épouse-moi mon pote de Tarek Boudali : Policier BAC 1
- 2019 : Le Lion de Ludovic Colbeau-Justin : le fleuriste
- 2020 : Maison d'enfants à caractère social de Nessim Chikhaoui
- 2021 : Alors on danse de Michèle Laroque
- 2022 : Loin du périph de Louis Leterrier : Carl Müller, videur du Cherry

### Télévision
- 2009-2010 : Chante ! (saisons 2, 3 et 4) de Jean-Pierre Hasson et Olivier Thiébaut : Augustin
- 2010 : En cas de malheur de Pierre-François Brodin
- 2011 : Jalousie provoquée de Philippe Marcoux
- 2012 : Camping Paradis, épisode Un père célibataire de Jérôme Debusschere
- 2012 : Souvenirs de jeunesse de Laurent Lecomte
- 2013 : Rien ne va plus de Nicolas Filali
- 2013 : Dernier recours, épisode En cas de malheur... de Pierre-François Brodin : Jeff
- 2014 : Petits secrets entre voisins, épisode Un père célibataire de Jérôme Debusschère : Bertrand
- 2014 : Au nom de la vérité, épisode Un amant trop parfait de Laurent Lecomte : Rodolphe
- 2015 : En immersion de Philippe Haïm
- 2015 : Laure et Simon de Christophe Pages
- 2017 : Capitaine Marleau, épisode La mémoire enfouie de Josée Dayan : Michel
- 2018 : Scènes de ménages (10e saison)
- 2019 : Munch (3e saison) de Laurent Tuel
- 2019 : Faites des gosses de Philippe Lefebvre
- 2019 : Groland de Pierrot le grand frère
- 2020 : Skam
- 2020-2021 : Plus belle la vie : Valentin Carrier
- 2020 : Mortelles Calanques d'Olivier Laneurie et Didier Vinson
- 2020 : Le Bureau des légendes d'Eric Rochant, saison 5 épisode 9 : Policier
- 2021 : Luther
- 2021 : Clem, saison 11 épisode 5

## Doublage

### Cinéma

#### Films
- 2019 : High Flying Bird : ? ( ? )
- 2020 : Jingle Jangle : Un Noël enchanté : Don Juan Diego (Ricky Martin)

### Télévision

#### Téléfilm
- 2019 : Quand ma fille dérape... : le coach Diller (Dominic Pace)

#### Série télévisée
- 2022 : The Guardians of Justice : ?

### Jeux vidéo
- 2012 : Anarchy Reigns : voix additionnelles
- 2017 : Star Wars Battlefront II : voix additionnelles
- 2022 : CrossfireX : Nicholas Kamara
- 2022 : My Little Pony : Thunder
- 2024 : Final Fantasy VII Rebirth : voix additionnelles

## Discographie

### Singles
- 2013 : L'alpaguer
- 2015 : Encore
- 2015 : Rêves de gosse
- 2016 : Ho Hé (Les 3 Mousquetaires)
- 2017 : Encore plus fort
- 2020 : Libre
- 2020 : N'être qu'un homme (Bernadette de Lourdes)

## Participations
- 2013 : Devant le garage sur l'album Premier de Flora Tandi en duo avec celle-ci. Titre extrait du film musical Les Parapluies de Cherbourg[22]

## Distinctions
- 2009 : Marius du meilleur interprète dans un second rôle masculin pour Grease[23].